# Maikel Cardona
Maikel Cristóbal Cardona (ur. 16 listopada 1976 w Hawanie) – kubański siatkarz, grający na pozycji środkowego i atakującego. Wielokrotny reprezentant Kuby. Posiada także włoskie obywatelstwo. 
Uznawany za zawodnika dysponującego największym zasięgiem w ataku w historii siatkówki (404 cm w szczytowym okresie kariery).

## Przebieg kariery
| Lata                      | Klub                     |
| ------------------------- | ------------------------ |
| 1998–2000                 | Vallaverde Rawenna       |
| 2000–2005                 | Noicom Brebanca Cuneo    |
| 2005                      | Changos de Naranjito     |
| 2005–2006 (do 06.12.2006) | Copra Berni Piacenza     |
| 2006–2007 (od 07.12.2006) | Cimone Modena            |
| 2007–2008                 | Andreoli Latina          |
| 2008–2009                 | Yoga Forli               |
| 2009–2010 (od 18.11.2009) | Edilesse Cavriago        |
| 2010–2011                 | Pallavolo Carpi          |
| 2011–2012                 | Cicchetti Isernia        |
| 2012–2014                 | VBA Olimpia Sant'Antioco |
| 2014–2015                 | Cagliari Volley          |
| 2015–2016                 | Fanton Modena Est        |
| 2016–2018                 | Canottieri Ongina        |
| 2018–2020                 | Volley 2001 Garlasco     |

## Sukcesy klubowe
Puchar Włoch:
- 2002

Puchar CEV:
- 2002

Superpuchar Włoch:
- 2002

Mistrzostwo Portoryko:
- 2005

Puchar Top Teams:
- 2006
- 2007